# Enric Majoral Castells
Enric Majoral i Castells (Sabadell, 14 de febrer de 1949) és un orfebre i joier català.
És membre fundador de la Fira d'Art i Artesania de la Mola el 1984 i ha rebut la Carta Mestre Artesà que atorga la Generalitat de Catalunya. Des del 1984 és membre del Foment de les Arts Decoratives (FAD). El 1992 va ser nomenat president d'Orfebres per la FAD, càrrec que ostentaria fins al 1997. L'any 1994 impartí un curs de joieria a l'Escola Massana de Barcelona. Ha estat guardonat amb el Premi a la Trajectòria del Col·legi Oficial de Joiers, d'Orfebres, de Rellotgers i de Gemmòlegs de Catalunya (JORGC) el 2014. L'any 2007 rebé el Premi Nacional d'Artesania del Ministeri d'Indústria.

## Biografia

#### Orígens
Nascut a Sabadell, fill d'artesans de la pell, va estudiar a l'Escola d'Arts i Oficis de Sabadell i a la Universitat Politècnica de Barcelona, on va cursar els estudis de Delineant d'Arquitectura i d'Arquitectura Tècnica.
S'instal·la a Formentera l'any 1973, on s'inicia en l'orfebreria de forma autodidacta. Allà coneix la seva companya, Dolors Ballester i poc després crea la seva primera botiga-taller al pilar de La Mola.

#### Trajectòria
Als anys 80, l'estímul cultural i comercial l'empeny a tornar a Barcelona, on contínua desenvolupant el seu propi estil i coneix de prop els àmbits professionals i comercials de la joieria contemporània. És en aquest moment que comença a compaginar viure i treballar entre Barcelona i Formentera.
L'any 1984 participa en la fundació del Col·lectiu d'Artistes i Artesans de la Mola, amb la finalitat de donar estructura i crear un punt de trobada per els artesans i creadors de l'illa que volen implementar noves formes de mercat i autogestó.
L'any 1998, també a prop de la històrica fira d'art i artesania, Majoral posa en marxa un espai arquitectònic emblemàtic format per tres volums: un pòrtic escortat a banda i banda pel taller del joier i un espai d'exposició i venda. Actualment, aquest taller-botiga és und estí turístic i un dels referents culturals de Formentera.
Es considera un orfebre autodidacte, i d'aquí la necessitat de crear els seus propis mecanismes de producció i difusió de les peces i col·leccions. És en aquest àmbit, que Enric Majoral crea la seva botiga-taller primer a Formentera i després a Barcelona. Dins del seu pensament, creu que el joier ha d'estar en continu moviment, defensant el seu treball i ofici; és per aquest motiu que ha participat en fires internacionals, ha estan involucrat activament en organitzacions professionals i participa en debats sobre la joia d'autor i de mercat. Des de la dècada de 1980 no ha deixat de participar en exposicions ja sigui de forma individual o col·lectiva i ha recorregut ciutats com Barcelona, Girona, Estocolm, Berlín, Nagoya, Osaka, Nova York, Tòquio, Stuttgart, París, Milà o Frankfurt.
Des del 2003 forma equip amb el seu fill Roc Majoral i Abril Ribera. L'empresa Majoral, amb Enric al capdavant; ha dissenyat, produït i comercialitzat joies i escultures que es venen tant en les botigues pròpies de Formentera, Barcelona, Eivissa, com en galeries i d'altres establiments a Espanya, Japó, Itàlia, Bèlgica i els Estats Units.

## Obra
Enric Majoral incorpora en el seu treball l'or i la plata, materials utilitzats tradicionalment en la joieria que combina amb pintura acrílica, líquens, posidònia, pedres precioses, mohair o ceràmica.
Treballa també el bronze per a fer receptacles o volums tancats en forma de llavor. Alguns d'aquests bronzes són de grans dimensions com pot ser l'escultura "Abeurador per a ocells" que es troba instal·lada a la ciutat alemanya Stipshausen; o la pica baptismal de l'església de Sant Rafael a Eivissa.
Li agrada treballar amb el bronze per les textures i colors de la superfície del metall que li recorden elements de la seva estimada Formentera: l'arena, la mar, la terra o l'argila. Crea tensions i en cerca els límits.

## Exposicions permanents
- 2006 Exposició permanent de l'escultura de bronze “Abeurador d'ocells”, parc d'escultures Munsteiner, Stipshausen, Alemanya.[11]
- 2008 Dues peces de la sèrie "Joies de sorra" en el Museum of Arts and Design de Nova York, (MAD NY).[12]

## Premis[11]
- 1992 Sevilla Expo. Casa d'Andalusia. "Best Design"
- 2007 Premi Nacional d'Artesania. Ministeri d'Indústria, Turisme i Comerç.
- 2007 Dos peces "Joies de sorra" en la col·lecció permanent del Museu de les Arts i del Disseny de Nova York (MADNY)
- 2007 Insígnia del Mestre Artesà, Generalitat de Catalunya.
- 2009 "European Prize for Applied Arts" Belgique World Craft Council, Mons, Bèlgica.
- 2012 Carta Honorífic de Mestre joier, Consell Insular de les Illes Balears.
- 2012 Gold Couture Design Award 2012, Las Vegas; USA[13]
- Ha rebut la Carta de Mestre Artesà que atorga la Generalitat de Catalunya.
- Des del 1984 és membre del FAD (Foment de les Arts i del Disseny).
- Ha estat guardonat amb el Premi a la Trajectòria del Col·legi de Joiers de Catalunya[14] (JORGC).

## Publicacions[calcitació]
- MAJORAL, Enric, CREUS, Maia, AZUA, Martín. Enric Majoral. La joia expandida. ACTAR Editorial, 2021. ISBN 978-1-948765-89-3
- MAJORAL, Enric, MOUFFE, Michel. El pes de l'Ànima. Formentera: Imprimerie Ariane. Pawels Impresor, 2012
- MAJORAL, Enric. Enric Majoral. Dibuixos i Joies. Barcelona: SD· Edicions, 2004.
- MAJORAL, Enric, Enric Majoral. Joies de Sorra. Joyas-jewellery 2004-2009.Barcelona: SD· Edicions, 2009